# Agnes Tieze
Agnes Tieze (geboren 1970 in Augsburg) ist eine deutsche Kunsthistorikerin. Seit 2012 ist sie Direktorin des Kunstforums Ostdeutsche Galerie in Regensburg.

## Leben
Agnes Tieze studierte Kunstgeschichte, Klassische Archäologie und Kunsterziehung an der Universität Augsburg und der Rheinischen Friedrich-Wilhelms-Universität Bonn. Ihre Magisterarbeit Studien zu rhetorischen Gesten in der niederländischen Malerei des 17. Jahrhunderts schloss sie 1996 an der Universität Augsburg ab. 2002 folgte ihre Dissertation über den flämischen Maler Anton Goubau an der Universität Bonn. Von 2002 bis 2004 arbeitete sie im wissenschaftlichen Volontariat bei den Staatlichen Museen Kassel. Danach war sie bis 2007 als wissenschaftliche Mitarbeiterin am Städelschen Kunstinstitut in Frankfurt am Main tätig. Anschließend leitete sie bis 2012 als Direktorin das Museum für Kunst und Kulturgeschichte der Philipps-Universität Marburg. Seit 2012 ist Agnes Tieze Direktorin und stellvertretende Vorstandsvorsitzende des Kunstforums Ostdeutsche Galerie Regensburg.

## Veröffentlichungen (Auswahl)
- Anton Goubau (1616–1698), Bonte, Stuttgart 2004, ISBN 3-00-014046-8.
- Von Herkules gekrönt, die Idealprospekte Jan und Rymer van Nickelens für Landgraf Karl, Staatliche Museen Kassel, Kassel 2004, ISBN 3-931787-33-8.
- Flämische Gemälde im Städel 1550–1800, Michael Imhof Verlag, Petersberg 2009, ISBN 978-3-86568-195-9.
- Käthe Kollwitz – Akt im Focus, Wienand, Köln 2013, ISBN 978-3-86832-171-5.
- Oskar Kokoschka und die Prager Kulturszene, Wienand, Köln 2014, ISBN 978-3-86832-232-3.
- Messerscharf und detailverliebt, Werke der Neuen Sachlichkeit, Wienand, Köln 2015, ISBN 978-3-86832-297-2.